# 2e régiment étranger de parachutistes
Pour les articles homonymes, voir 2e régiment.
 (février 2024).
Si vous disposez d'ouvrages ou d'articles de référence ou si vous connaissez des sites web de qualité traitant du thème abordé ici, merci de compléter l'article en donnant les références utiles à sa vérifiabilité et en les liant à la section « Notes et références ».
Le 2e régiment étranger de parachutistes (2e REP), seul régiment de parachutistes de la Légion étrangère encore en activité, est l'un des quatre régiments d'infanterie de la 11e brigade parachutiste de l'Armée de terre française. La 11e BP est une brigade légère et mobile, capable en cas d'urgence d'être projetée dans le monde entier afin de répondre à une situation de crise. Elle est spécialisée dans les opérations aéroportées et l'assaut par air.
Il est stationné au camp Raffalli à Calvi depuis son arrivée de Bou-Sfer (Algérie) en juin 1967.
Régiment d'infanterie parachutiste, il est néanmoins équipé de VAB (véhicules de l'avant blindé). Il est le seul régiment de la brigade à former et à breveter lui-même ses légionnaires aux techniques parachutistes grâce à son centre d'entraînement au saut.
En 2023, le 2e REP est composé de huit compagnies dont quatre compagnies de combat spécialisées, numérotées de 1 à 4, une compagnie d'appui, une compagnie de commandement et de logistique, une compagnie de maintenance et une unité de réserve numérotée 6.
Issu directement du 2e bataillon étranger de parachutistes qui servit en Indochine, adoptant une structure régimentaire en 1955, le 2e REP s'illustra en Algérie ; à la fin des années 1960 lors de la guerre civile tchadienne (opération Limousin) ; lors de la prise d'otages de Loyada (Djibouti) en 1976 et à Kolwezi (Zaïre) lors de l'opération Bonite en 1978. Participant à toutes les opérations extérieures depuis son arrivée en Corse, il fut notamment projeté au Tchad, au Liban, en ex-Yougoslavie à partir de 1992, à Djibouti, au Rwanda, au Centrafrique ou encore au Gabon. En 1997, il fut engagé au Congo-Brazzaville lors de l'opération Pélican. En 2002-2003, à l'occasion du début de l'opération Licorne, le régiment est engagé en Côte d'Ivoire. En 2010, il rejoint l'Afghanistan au sein de la brigade La Fayette (ou Task force La Fayette) comme GTIA Surobi, code Battle Group Altor. En 2013, il intervient en premier au Mali lors de l'opération Serval, en sautant sur Tombouctou puis en nettoyant l’Adrar des Ifoghas. Il réalise de nouveau des sauts opérationnels dans la région dans le cadre de l’opération Barkhane en 2015 et en 2018.

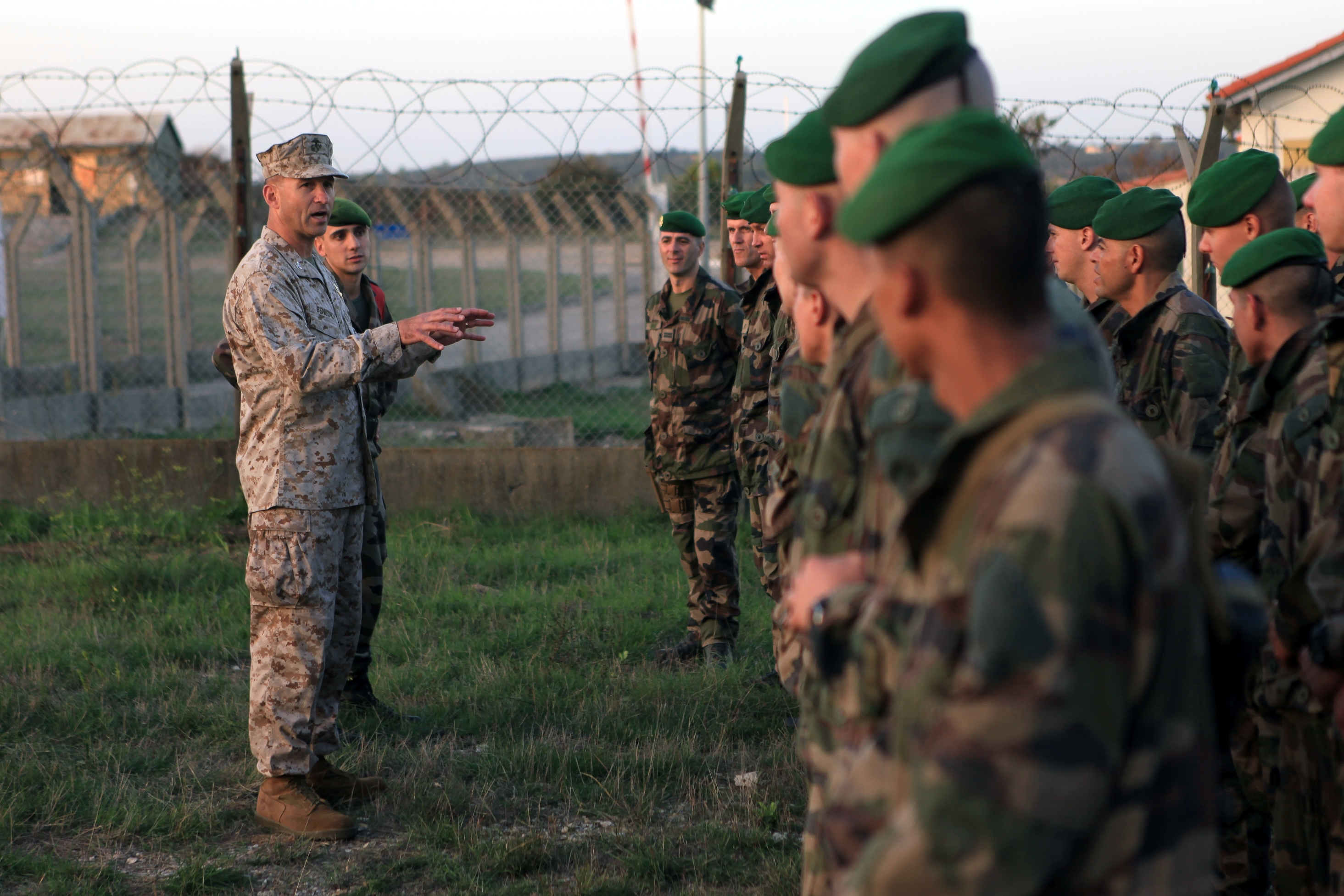
Personnels du 2e REP lors d'un exercice militaire conjoint.

## Création et différentes dénominations
- 1er octobre 1948 : création à Sétif du 2e bataillon étranger de parachutistes (2e BEP),
- 1er juin 1954, anéanti à la Bataille de Diên Biên Phu, le bataillon est recréé sous le même nom à partir de sa base arrière et du 3e BEP.
- 1er décembre 1955, le 2e BEP devient 2e REP, son nom actuel. Il est ainsi l'héritier du 2e BEP, mais incorpore aussi des éléments du 3e REP, dissous en 1955[1],[2].

## Historique des garnisons, campagnes et batailles

### 1948-1955: le2eBEP en Indochine

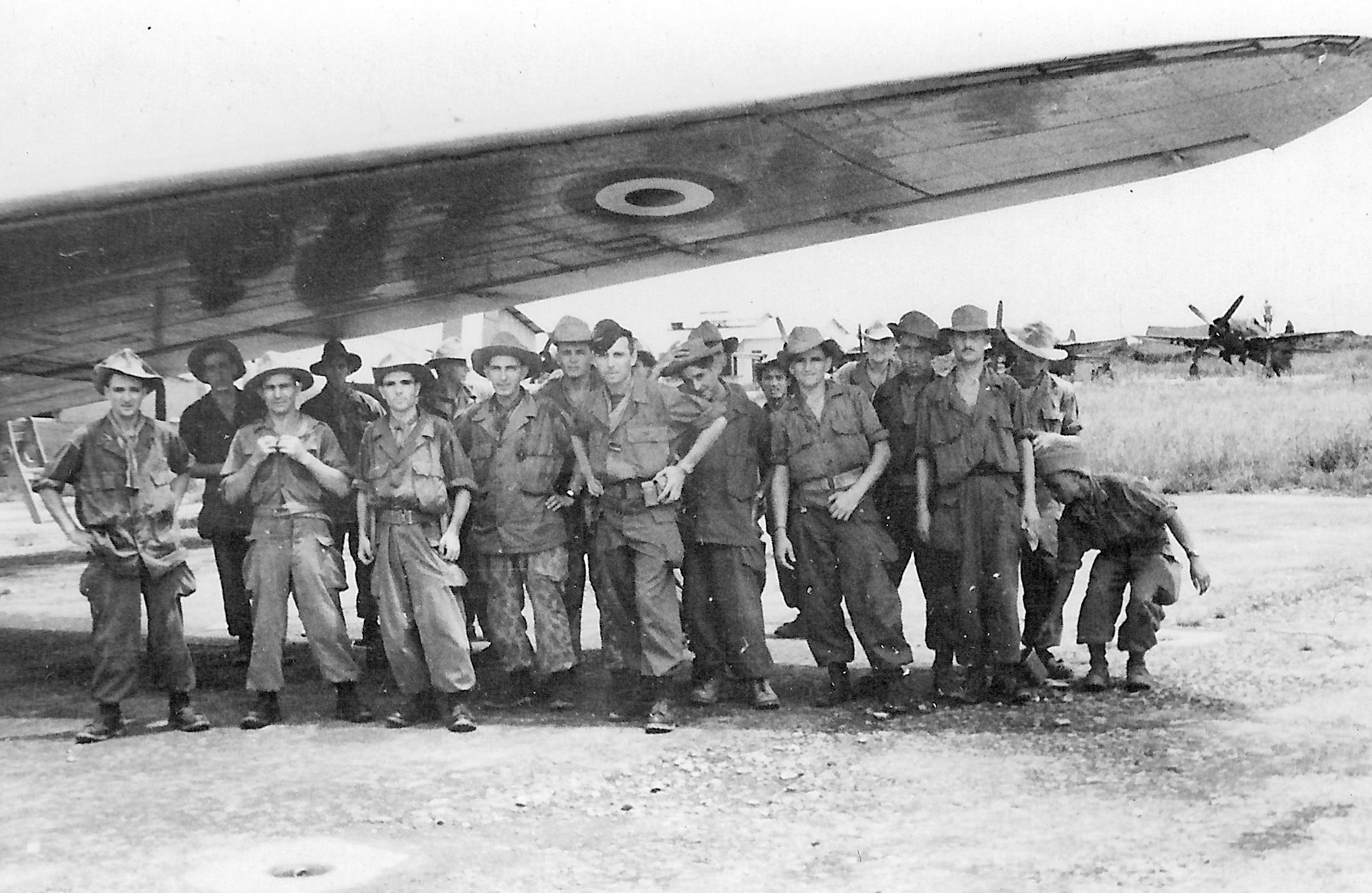
Éléments de la 2e compagnie sous une aile de Dakota.

Le 2e BEP est créé officiellement en Algérie à Sétif le 1er octobre 1948. Il comporte à l'origine une CCB et trois compagnies de combat.
Le bataillon embarque à Mers el-Kébir le 13 janvier 1949 à bord du Maréchal Joffre, destination l'Indochine, et débarque à Saïgon le 9 février.
Sous l'impulsion du général de Lattre de Tassigny, nouveau commandant civil et militaire de l'Indochine, la 3e compagnie de combat est remplacée début 1951 par la 2e CIPLE (compagnie indochinoise parachutiste de la Légion étrangère) constituée principalement de Vietnamiens. En juin, une quatrième compagnie est constituée (compagnie de marche).
Le bataillon, qui intervient principalement au Tonkin et au nord Annam, se distingue particulièrement lors de la bataille de Nghia Lo en octobre 1951. Il perd son chef de corps, le chef d'escadron Rémy Raffalli, le 10 septembre 1952 et est anéanti lors de la bataille de Diên Biên Phu du 12 avril au 7 mai 1954.
Le 2e BEP est reconstitué le 1er juin 1954 avec les effectifs du 3e BEP en provenance d'Algérie.
Le 2e BEP embarque sur le Pasteur à Saïgon le 1er novembre 1955. Son fanion compte six palmes et la fourragère aux couleurs de la Légion d'honneur. Il a perdu 1 500 officiers, sous-officiers et légionnaires dont un chef de corps.

### 1954-1962: Guerre d'Algérie
Le 1er décembre 1955, le 2e BEP devient le 2e régiment étranger de parachutistes (2e REP). Lors de son premier engagement, le 5 janvier, il déplore son premier mort, mais a tué 22 opposants. Regroupées à Philippeville les compagnies rayonnent dans le secteur.
De mars à juin, deux unités opèrent dans les Aurès. Le 30 avril est marqué par un dur combat, au douar Ouled Fathma. Le régiment reçoit son nouveau drapeau le 5 juin. En novembre, il change de secteur, le PC s'installant à Tébessa. En réserve opérationnelle, le régiment a pour mission de surveiller la frontière algéro-tunisienne. L'année 1956 se termine sur un bilan totalisant 900 opposants tués, 500 prisonniers et de nombreux matériels de guerre récupérés, pour 38 pertes de son côté.
En avril 1957, le régiment revient à Philippeville. Le 30 mai, il quitte sa garnison pour El Milia afin d'assurer la sécurité de la presqu'île de Collo et la région de Jijel. En août, il revient à Tebessa pour une série d'opérations sur la frontière où 35 opposants sont abattus mais où six légionnaires trouvent également la mort. Le 18 décembre, le régiment détruit une katiba dans le djebel Hamimat Guerra. Les opposants déplorent 45 tués. En 1960, le régiment est essaimé dans différentes garnisons : Chekfa, Souk el Tleta, borj Chahna, Beni Siar et Philippeville au camp Pehau. Au cours du 1er trimestre 1960, l'« opération Turquoise » occupe le régiment qui déplore quatre tués, huit blessés pour 24 opposants tués, 2 prisonniers, 5 fuyards abattus et 17 suspects arrêtés. Un canon de 20 mm est récupéré, ainsi qu'un pistolet-mitrailleur, 10 fusils de guerre, un pistolet automatique et de nombreuses munitions sont détruites. Quelques opérations secondaires sont montées telles que « Saxophone » les 26 et 27 janvier, "Clarinette" (3 opposants tués et un prisonnier), « Basson I » les 20 et 21 février, « Basson II » les 8 et 9 mars, (six opposants tués et 24 suspects arrêtés), Zacharie » (1 caïd mort par suicide et 2 fuyards abattus) du 15 au 17 mars, « Victorien » (quatre fuyards abattus) puis au 2e trimestre, « Turquoise », avec les opérations secondaires « Poisson » (deux opposants tués, huit suspects arrêtés), le 1er et 2 avril, « Basson III » (trois opposants tués, un fuyard abattu). Le 19 avril, un officier et deux légionnaires sont tués dans une embuscade. Après « Turquoise » suit « Opaline » en juin.
Dans les premiers jours de 1958, le 2e REP accélère le rythme des combats. Les 26 et 27 avril, il met hors de combat 209 opposants dans la région de Beni Sbihi, récupérant un fort arsenal dont 3 mitrailleuses. Le 30, les fêtes de Camerone laissent place à une série de bouclages pour intercepter un groupe d'opposants vers Souk Ahras. 84 d'entre eux sont tués. En janvier 1959, le régiment se déplace sur Guelma, en réserve opérationnelle pour la zone Est Constantinois. Le 1er mars, il anéantit une katiba à Gambetta. Le 23 juin, une autre katiba est démantelée. 29 opposants sont tués et 10 prisonniers. Au 3e trimestre, les opérations « Pierres précieuses » est déclenchée. L'Ouest Constantinois est ratissé. Le bilan est très lourd : 229 opposants tués, 99 prisonniers, mais 11 légionnaires sont tombés. En janvier 1960, le 2e REP, au sein de la 25e DP opère dans le secteur de Djidjelli. C'est une nouvelle opération « Turquoise », opération secondaire de l'opération « Pierres précieuses ». Le 23 septembre, le régiment retourne à sa base arrière de Philippeville avant de rejoindre Bou Hammama où débute l'opération « Ariège » et qui concerne les régions de Biskra et de Kenchela. Avant de quitter les Aurès, le 2e REP inflige une dernière défaite à ses opposants dans le djebel Chelia, se soldant par 53 tués. Le 28 décembre, le régiment fait mouvement sur Oran puis Tlemcen où il arrive le 30 décembre.
Le 21 avril 1961, le Putsch des généraux est déclenché. Le colonel Darmuzai, commandant du régiment, se déclare contre mais laisse ses hommes faire selon leurs souhaits. C'est son commandant en second, Bernard Cabiro, qui prend la tête du régiment et rejoint le putsch, tout comme le fait son régiment frère, le 1er REP, sous le commandement d'Hélie de Saint Marc,. Après l'échec du putsch, Cabiro et De Saint Marc sont arrêtés et jugés. Le 1er mai 1961, le 1er REP est dissous ; le 2e REP reste la seule unité héritière de toutes les unités para-légion créées depuis 1948. Comme se plaisent à le dire les cadres et légionnaires du régiment, il est « le second de personne ».
Mis à la disposition de la zone Ouest Oranais en renforcement du barrage algéro-marocain, le régiment y reste jusqu'au 28 janvier, date à laquelle il retrouve sa base arrière. Les opérations, les tournées de police puis de présence se poursuivent dans les régions de La Calle, El Milia, Philippeville jusqu'au 18 mars 1962, date du cessez-le-feu que le régiment apprend à Telergma. En moins de sept années, plus de 4 000 rebelles sont mis hors de combat et près de 4 000 armes individuelles et plus de 200 armes collectives sont saisies.
Le régiment quitte le Constantinois, le 30 août 1962, après une présence quasi continuelle de 6 ans dans la même région. Le 16 septembre, il se regroupe à Bou Sfer dans l'enclave de la base stratégique de Mers el-Kébir.

### 1962-1967: la transition
À compter de 1962 et de la signature des accords d'Évian, l'armée française quitte progressivement l'Algérie pour être rapatriée en France métropolitaine. La Légion étrangère n'échappe pas à cette règle et pour la première fois de son histoire, ses régiments viennent à tenir garnison en métropole.
Pour le 2e REP, ce déménagement se fera progressivement entre 1965 et 1967. Depuis sa nouvelle garnison de Bou-Sfer, dernière base française sur le territoire algérien, le régiment va envoyer des unités préparer le nouveau quartier, situé à Calvi, en Corse. Ce quartier est l'ancienne base du 1er bataillon de Choc de la 11e demi-brigade parachutiste de choc, dissoute en 1963. Le déménagement complet du régiment sera effectif en juin 1967. L'unité se voit intégrée à la 11e division parachutiste.
Cette période, première période de paix dans l'histoire du régiment après 14 ans d'existence, est synonyme d'un grand désœuvrement et d'une baisse de moral significative des légionnaires. Ceux-ci, forts de leurs victoires militaires en Indochine et sur le territoire nord-africain, doivent faire face aux accords d'Évian, qui mettent fin à la guerre d'Algérie et à l'Algérie française. Durant la transition, le régiment, cantonné dans un camp dont il n'a pas le droit de sortir, ne mène plus d'activités opérationnelles. L'entraînement et la routine minent l'esprit des légionnaires. C'est à cette époque, sous l'impulsion du colonel Caillaud, que les compagnies commencent à se spécialiser dans un combat particulier : combat antichars pour la 1re, montagne pour la 2e, amphibie pour la 3e et destruction pour la 4e.

### 1967-1978: le choc de Kolwezi
- Tchad 1969-1970, 12 morts (7 au combat, 4 par accident, un par maladie[4])
- Opération Tacaud 1978-1980,
- Opération Bonite (Kolwezi) 1978.

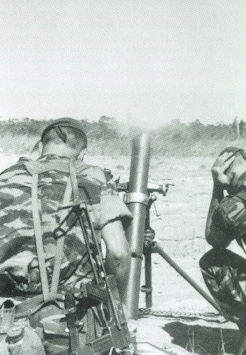
Mortier en action pendant l'intervention à Kolwezi (1978).
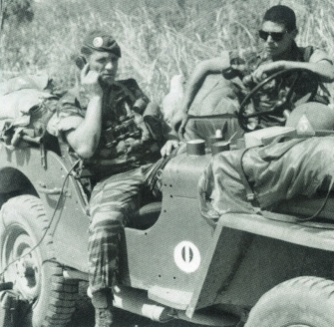
Le "radio" à la jeep.

### 1978-2015: Drame du mont Garbi et Opérations Extérieures

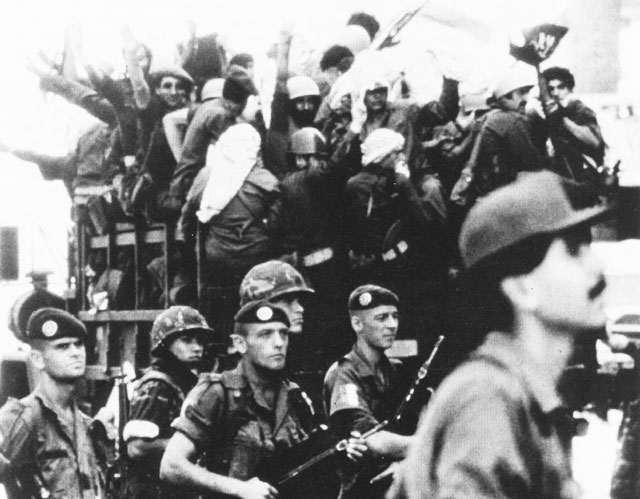
Des hommes du 2e REP et des Marines américains protégeant l’évacuation des militants de l’OLP de Beyrouth en 1982.

#### Accident du mont Garbi
Au temps de leurs implantations à Djibouti, les compagnies du 2e REP étaient administrées par la 13e Demi-Brigade de la Légion Étrangère (DBLE). Ainsi, chaque compagnie du 2e REP devenait provisoirement sa « compagnie tournante ». En janvier 1982, la 4e Cie du 2e REP, sous le commandement du Capitaine Daras, quitte Calvi pour relever leurs camarades de la 1ère. Le 25 janvier, ils prennent poste à Djibouti.
Le 3 février 1982, il est prévu un exercice militaire de routine pour lequel doit participer la 4e Cie du 2e REP. Un avion de type NordAtlas (matricule 2501 n°140) décolle avec à son bord 36 militaires (29 légionnaires, 6 aviateurs ainsi qu’un marin du commando Jaubert). À la suite d'une dégradation des conditions météorologiques, l’avion tente désespérément de prendre de l’altitude. Il finit par percuter de plein fouet le sommet du mont Garbi, se situant au nord-ouest du lac Assal. L’accident ne laissera aucun chance de survie à ses occupants périssant en service aérien commandé.
Depuis la bataille de Dien Bien Phu en 1954, le drame du Mont Garbi reste, pour la Légion Étrangère, le jour le plus tragique en termes de pertes humaines.

#### Opérations Extérieures
En 1994, la compagnie parachutiste que le 2e REP armait à Djibouti (13e DBLE) est dissoute. Néanmoins le 2e REP continua chaque année à fournir une tournante « captive » jusqu'au départ de la 13e DBLE le 13 juin 2011.
- FMSB au Liban en 1982 puis FINUL ;
- Opération Manta au Tchad en 1983 et 1984 ;
- Opération Épervier depuis 1986 (remplacée en 2014 par l'opération Barkhane) ;
- Opération Iskoutir à Djibouti de 1992 à 1999 ;
- Opération Noroit au Rwanda en 1990 et 1992 ;
- ONU 1992 Sarajevo (Bosnie) ;
- SFOR et IFOR en Bosnie-Herzégovine en 1995-1996 ;
- Opération Almandin en République centrafricaine en 1996 ;
- Opération Pélican au République du Congo en 1997 ;
- KFOR au Kosovo en 2000 ;
- Opération Licorne en République de Côte d'Ivoire en 2002, 2004, 2006 et 2010 ;
- Opération Pamir en Afghanistan en 2008 (OMLT), 2010, 2011 et 2012 (OMLT) ;
- Opérations au Mali (dont deux sauts opérationnels).

### 2008 à 2015
La configuration du REP n'évolue pas fondamentalement jusqu'en 2010 et le régiment continue à être engagé sur des théâtres d'opérations extérieures, comme l'Afghanistan (ISAF en O.M.L.T. en 2008 et 2012, en GTIA (Altor en 2010) et SGTIA (Ba cum en 2011) au sein de la Brigade La Fayette (opération Pamir).
En janvier 2011 est créée la base de défense de Calvi. Le colonel Plessy est le premier commandant de la base de défense dite de type 1, tout en étant le chef de corps du 2e REP. Une partie des services qui appartenaient en propre au régiment (ressources humaines, administration finances, soutien vie, soutien commun) sont désormais affiliés à la chaîne du soutien des armées. Les légionnaires de la CAS arment désormais le groupement de soutien de cette base de défense et assurent le fonctionnement du 2e REP et des unités rattachée à la base.
Cette réorganisation n'impacte pas la capacité opérationnelle du régiment qui continue à envoyer des unités en mission de courte durée à Djibouti (jusqu'au départ de la 13e DBLE en 2011), au Gabon, en Nouvelle-Calédonie et, à compter de 2012, aux Émirats arabes unis au titre de la compagnie d'infanterie captive de la Légion à la 13e DBLE (ie alternance entre unités infanterie Légion de métropole).
En 2012, l'une des unités projetées aux Émirats arabes unis participe à la protection de l'hôpital militaire français au cours de l'opération Tamour en Jordanie.
Dans la nuit du 27 au 28 janvier 2013, une compagnie du 2e REP est parachutée sur la ville de Tombouctou, dans le cadre de l'opération Serval au Mali, une première depuis l'opération Bonite (Kolwezi) en 1978.
En 2015, une cinquième compagnie de combat est mise sur pied (5e Cie), spécialisée dans les actions en zone désertique.

### La guerre contre le terrorisme de 2015 à nos jours
L'opération Serval au Mali étant remplacée par l'opération Barkhane dans la bande sahélo-saharienne en août 2014, c'est à ce titre que 3 sections du régiment ont sauté dans le nord du Niger entre le 7 et le 13 avril 2015. Plusieurs opérations aéroportées suivront dans le cadre de cette opération où le régiment est partiellement déployé en 2018 et 2020[réf. souhaitée].
Au début 2020, deux compagnies du régiment, en forces prépositionnées en Côte d’Ivoire sont en renfort au Sahel. Elles forment le GTD (groupement tactique désert) Altor qui, aux côtés des GTD Dragon (2e REI) et Centurion (1er REC) participe à l'opération Monclar[réf. souhaitée].
La guerre contre le terrorisme en France et le déploiement de l'opération Sentinelle voient l'engagement des unités en OPINT (opération intérieure) renforcée.

## Traditions

### Devise
- More majorum (À la manière des anciens)

### Insignes

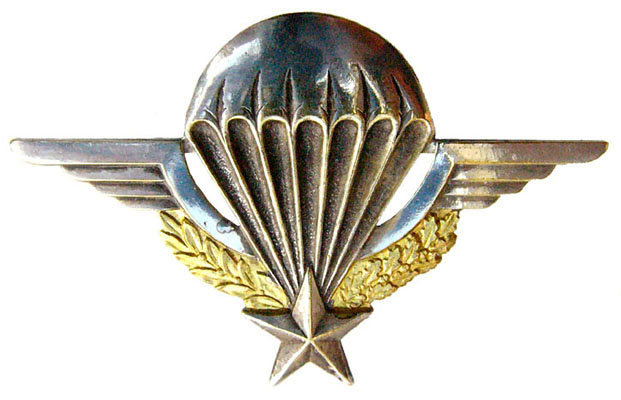
Brevet parachutiste.

### Drapeau

Drapeau du 2e régiment étranger de parachutistes de l'armée française, avec ses batailles.

Il porte, peintes en lettres d'or dans ses plis, les inscriptions suivantes,.
CAMERONE 1863
INDOCHINE 1949 - 1954
A.F.N 1952 - 1962

### Décorations
Son drapeau est décoré :
- De la Croix de guerre des Théâtres d'opérations extérieurs, avec six palmes (six citations à l'ordre de l'armée) obtenues pendant la campagne d'Indochine ;
  - Les 6 palmes obtenues lors d'une même campagne donnent au régiment le droit au port de la fourragère rouge, aux couleurs du ruban de la Légion d'honneur avec olive aux couleurs de la Croix de Guerre des TOE ;
- De la Croix de la Valeur militaire avec 6 palmes et 1 étoile d'argent pour :
  - l'intervention à Loyada (Djibouti, frontière avec la Somalie) en 1976 et l'intervention à Kolwezi en 1978 (1 palme) ;
  - les interventions en Afghanistan dans le cadre de l'ISAF[11](2 palmes) ;
  - le saut sur Tombouctou au cours de l'opération Serval en 2013 (1 palme) ;
  - ses participations en République centrafricaine en 2006 et 2014 (1 palme) remise le 30 avril 2021 ;
  - sa participation à l'Opération Barkhane en 2015[12] (1 étoile d'argent).

L'attribution de ces citations confère le droit au port de la fourragère aux couleurs de la Croix de la Valeur militaire (à compter de juillet 2013) et de l'olive aux couleurs de la Médaille militaire et de la Légion d'honneur pour l'ensemble des six citations à l'ordre de l'armée[réf. souhaitée].

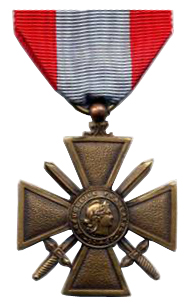
Croix de guerre des TOE.
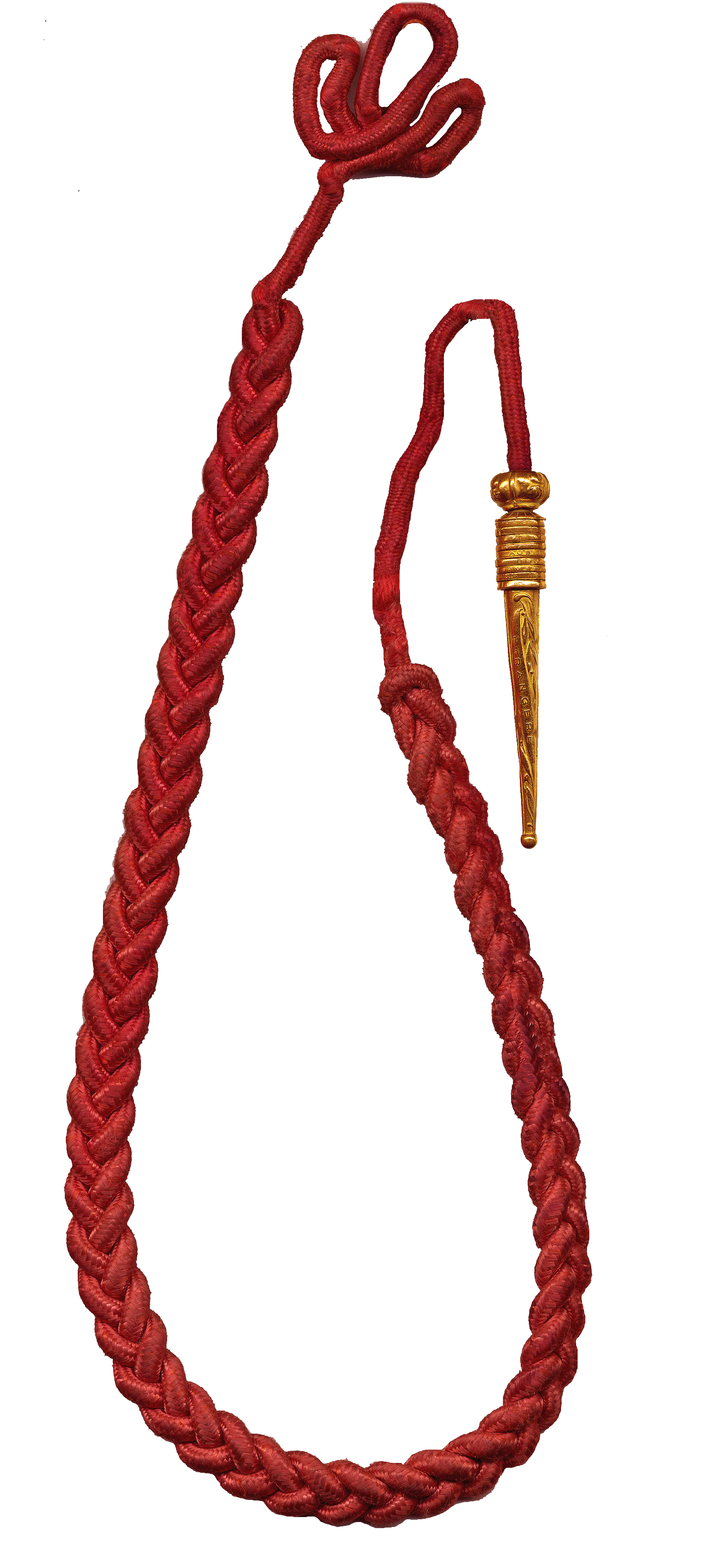
Fourragère aux couleurs du ruban de la Légion d'honneur.

#### Décorations d'unité
- la 2e compagnie est décorée de la Croix de guerre des Théâtres d'opérations extérieurs ;
- le centre médical d'unité est décoré de la Croix de la Valeur militaire[14] le 27 septembre 2015 au titre de l'Opération Serval en 2013.

## Chefs de corps
2e BEP
- 1948 : capitaine Solnon[16]
- 1950 : capitaine Dussert[17]
- 1950 : chef d'escadrons Raffalli
- 1952 : chef de bataillon Bloch
- 1953 : chef de bataillon Merglen[18]
- 1953 : chef de bataillon Liesenfelt
- 1954 : capitaine Vial
- 1954 : chef de bataillon Masselot[19]

2e REP
- 1955 : lieutenant-colonel Devismes
- 1958 : chef de bataillon Masselot
- 1958 : colonel Lefort[Note 1]
- 1960 : lieutenant-colonel Darmuzai [20]
- 1961 : lieutenant-colonel Chenel[Note 2]
- 1963 : lieutenant-colonel Caillaud[Note 3]
- 1965 : lieutenant-colonel Arnaud de Foïard[Note 1]
- 1967 : lieutenant-colonel Lacaze[Note 4]
- 1970 : lieutenant-colonel Dupoux
- 1972 : lieutenant-colonel Goupil[Note 3]
- 1974 : lieutenant-colonel Brette[Note 1]
- 1976 : colonel Erulin
- 1978 : lieutenant-colonel Roué[Note 1]
- 1980 : colonel Guignon[Note 4]
- 1982 : lieutenant-colonel Janvier[Note 4]
- 1984 : colonel Germanos[Note 4]
- 1986 : colonel Wabinski[Note 3]
- 1988 : colonel Coevoet
- 1990 : colonel Gausserès[Note 3]
- 1992 : colonel Poulet[Note 1]
- 1994 : colonel Dary[Note 4]
- 1996 : colonel Puga[Note 4]
- 1998 : lieutenant-colonel Prevost
- 2000 : colonel Bouquin[Note 1]
- 2002 : colonel Maurin[Note 3]
- 2004 : colonel Paulet[Note 2]
- 2006 : colonel Houdet[Note 1]
- 2008 : colonel Bellot des Minières[Note 4]
- 2010 : colonel Plessy
- 2012 : colonel Benoît Desmeulles[Note 1]
- 2014 : colonel Jean-Michel Meunier[Note 3]
- 2016 : colonel Jean de Monicault[Note 2]
- 2018 : colonel Christophe Passerat de La Chapelle[Note 2]
- 2020 : colonel Christophe Tritscher
- 2022 : colonel Baptiste Thomas[21]
- 2024 : colonel Raphaël Oudot de Dainville[22]

## Personnalités ayant servi au sein du régiment
- Colonel Philippe Erulin - Chef de corps durant l'opération Bonite à Kolwezi ;

- Chef d'escadrons Rémy Raffalli, mort au champ d'honneur ;
- Adrien Jaulmes, chef de section 1CIE, journaliste au Figaro, prix Albert-Londres 2002 ;
- Theodoro Bruno Soldat parachutiste Sierra Leone 2002;
- Raymond Muelle, officier parachutiste et écrivain français ;
- Simon Murray, caporal-chef puis homme d'affaires ;
- Lieutenant Erwan Bergot (blessé le 22 novembre 1961 dans le secteur de Kef Radjela)[23] ;
- Major Gérald Michiara, champion d'Europe de boxe.
- Adjudant-chef Antonio Lopez, chef de la délégation centre du parc amazonien[24]
- Thierry Burkhard, chef d'état-major des armées depuis le 22 juillet 2021, après avoir été chef d'état-major de l'Armée de Terre du 31 juillet 2019 au 21 juillet 2021.
- Yannick Lallemand, aumônier du régiment de 1975 à 1981.

## Organisation du régiment

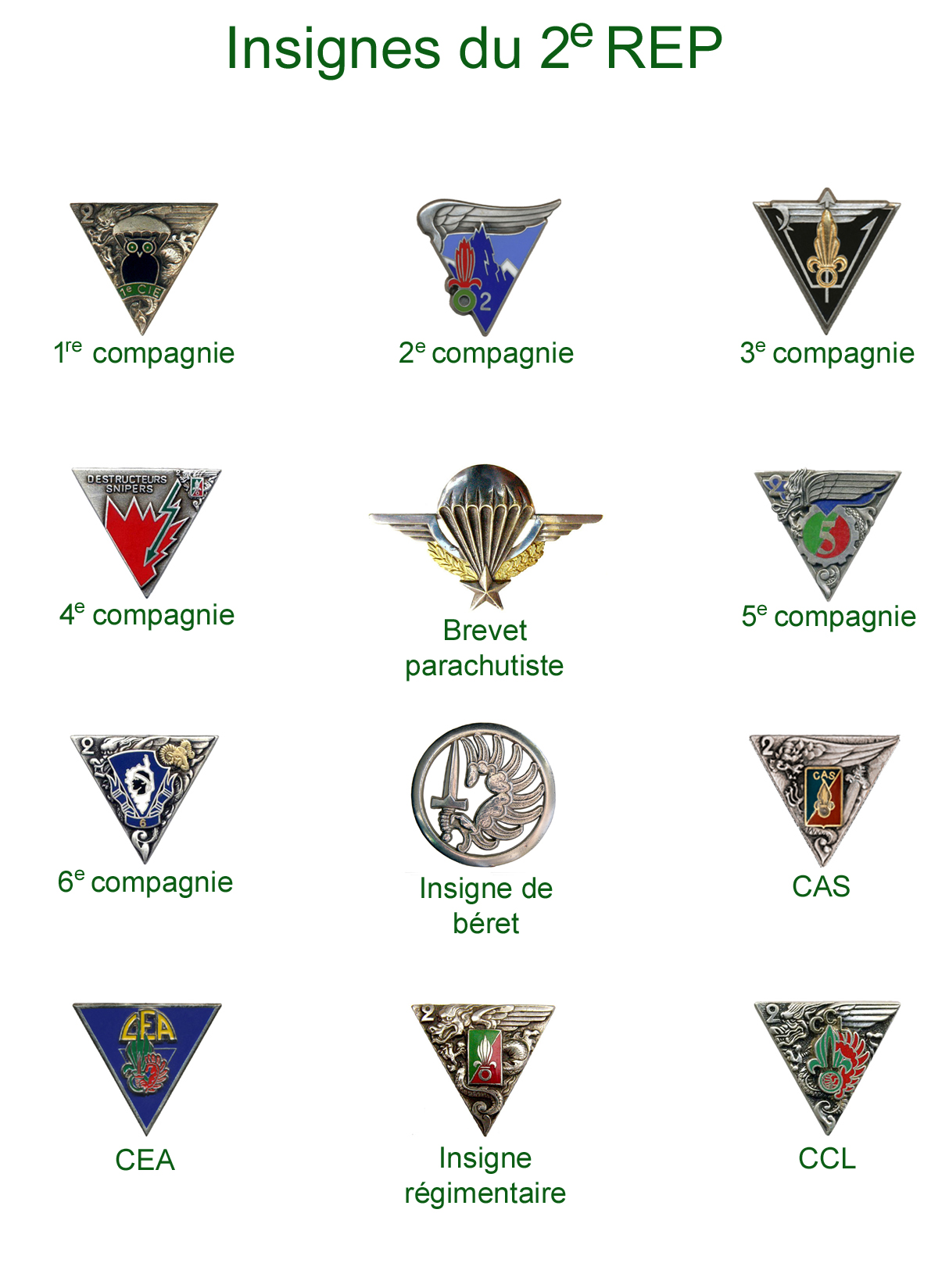
Insignes des compagnies du 2e REP.

L'évolution de l'organisation du régiment a suivi celle de l'histoire des régiments d'infanterie parachutistes.
Le 2e REP a été créé avec quatre compagnies de combat, une compagnie d'éclairage et d'appui, et une compagnie de commandement et des services. Au fil des ans, cette structure a évolué :
- création puis dissolution d'une section de cynotechnie intégrée à la 1re compagnie ;
- intégration de l'Unité de maintenance régionale de Corse en tant que 5e compagnie de maintenance régimentaire (1994) - renommée CMR en 2015 ;
- scission de la compagnie de commandement et des services en deux unités élémentaires, la compagnie de commandement et de logistique (CCL) et la compagnie de base et d'instruction (CBI) ;
- création de la compagnie de réserve (6e compagnie) ;
- changement d'appellation de la compagnie de base et d'instruction (CBI) en compagnie d'administration et de soutien (CAS) ;
- rattachement d'une partie de la compagnie d'administration et de soutien au GSBdD (2011) ;
- création de la 5e compagnie de combat le 15 décembre 2015[25].

L'effectif global est d'environ 1 340 hommes.

### Organisation actuelle (depuis 2015)
- La CCL ou compagnie de commandement et de logistique, elle regroupe tous les services opérationnels, nécessaire au commandement du régiment en projection (transmissions, bureau opérations instruction, service médical, section transport, maintenance, etc.). Elle a en outre pour mission de former les jeunes légionnaires issus de l'instruction en vue de l'obtention du brevet parachutiste militaire (BPM). Couleur jaune.
- La CMR, compagnie de maintenance régimentaire (ex-5e compagnie de maintenance). Créée en 1994, elle assure le soutien mécanique et technique des matériels du régiment et de tous les organismes militaires stationnés en Corse. Elle est armée, dans certaines spécialités de maintenance, par du personnel de l'Armée de Terre appartenant au régime général. Couleur bleu azur.
- La 1re compagnie : à l'origine spécialisée dans le combat de nuit, la 1re compagnie est aujourd'hui spécialisée dans le combat en localités, en zones urbaines et dans le contrôle de foules. Couleur verte.
- La 2e compagnie : spécialisée dans le combat en montagne. Les cadres sont spécialisés dans ce domaine au sein de l'École militaire de haute montagne (EMHM) à Chamonix. L'unité profite de son chalet au Vergio pour s'entraîner en montagne, notamment sur le GR20. Couleur rouge.
- La 3e compagnie : spécialisée dans le milieu nautique. Certains personnels sont formés comme plongeurs de l'Armée de Terre. Cette compagnie s'appuie sur son centre amphibie pour perfectionner son entraînement. Couleur noire.
- La 4e compagnie : Anciennement spécialisée "destructeurs et snipers". Elle est, maintenant, spécialisée dans le combat de rupture sur les arrières de l'ennemi et dans le combat en forêt. Couleur grise.
- La 5e compagnie : spécialisée dans le combat en milieu désertique et les terrains arides. Couleur sable.
- La 6e Compagnie (ou UIR, unité d'intervention de réserve). Héritière des traditions du 173e régiment d'infanterie (régiment stationné en Corse), elle permet, entre autres, d'armer des patrouilles de surveillance des feux de forêts en Corse lors du déclenchement des alertes Héphaïstos. Couleur violet
- La CA ou compagnie d'appui, ancienne compagnie d'éclairage et d'appui (CEA). Elle regroupe les appuis feu du régiment. Elle est articulée autour de 4 sections, qui peuvent agir sous les ordres directs du chef de corps, renforcer d’autres unités de combat, ou combattre en unité constituée. Couleur bleu foncé.
  - La Section appui direct (SAD), équipée de missiles Milan et MMP. Elle est spécialisée dans le combat anti-char.
  - La Section tireur d’élite (STE), équipée de fusils PGM 12.7mm de très haute précision. Elle est spécialisée dans le renseignement et la destruction d’objectifs à très longue distance.
  - La Section de reconnaissance régimentaire d’infanterie (SRRI). Elle utilise de petits véhicules légers et discrets afin de renseigner dans la profondeur les mouvements ennemis. Pour l’aider, elle est équipée de drones.
  - La Section de commandos parachutistes (SCP), appartenant aux groupement des commandos parachutistes (GCP) est composée de 30 personnels tous formés chuteurs opérationnels. Unité d’élite du régiment, elle sélectionne ses membres dans chacune des compagnies de combat au travers de tests particulièrement éprouvants et exigeants. Au sein de ce groupement, chacun des équipiers est ensuite spécialisé dans un domaine particulier (appui-feu, armement, transmissions, secourisme…), poussant à améliorer la capacité de combat du groupe. Grâce à cette sélection et cette formation, elle remplit avec succès les missions les plus difficiles et les plus dangereuses du régiment, sur tous les théâtres d’opération.
- La CAS ou compagnie d'administration et de soutien est dissoute. Elle permettait au régiment de fonctionner en vie courante et a été remplacée par le Groupement de soutien de la base de défense de Calvi qui regroupe tous les services chargés de l'administration générale et des soutiens communs de la base de défense de Calvi (direction des ressources humaines, direction administrative et financière, Bureau environnement social et humain, section infrastructure, cercle mess, etc.). Couleur blanche.

Toutes les compagnies de combat sont constituées d'une section commandement, d'une section appui (mortiers de 81 mm LLR et missiles anti-chars Milan) et de 3 sections de combat.
Le 2e REP dispose d'un chalet en montagne installé au col du Vergio, non loin du Monte Cinto, d'un centre d'entraînement nautique en baie de Calvi ainsi que d'un village de combat en localité situé au camp Frasselli, sur la commune de Bonifacio, dans l'extrême sud de la Corse.

## Galerie photos

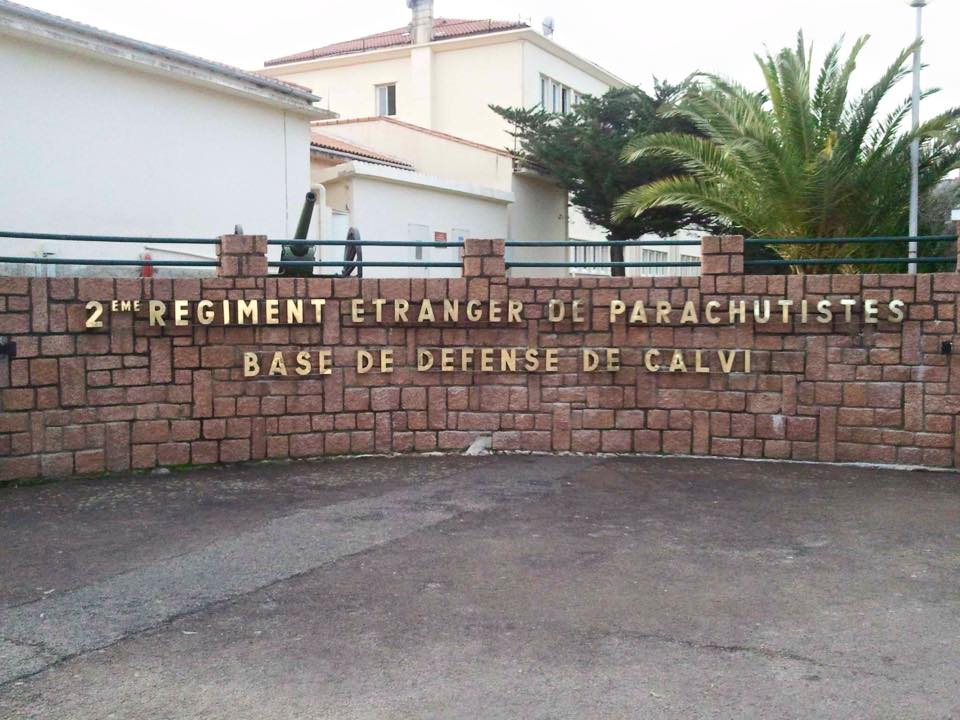
Entrée du quartier
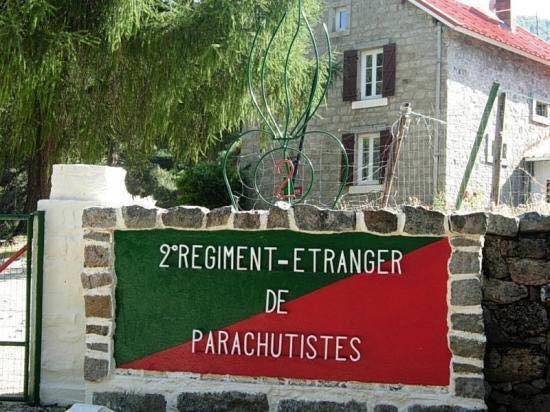
Entrée du chalet du Vergio
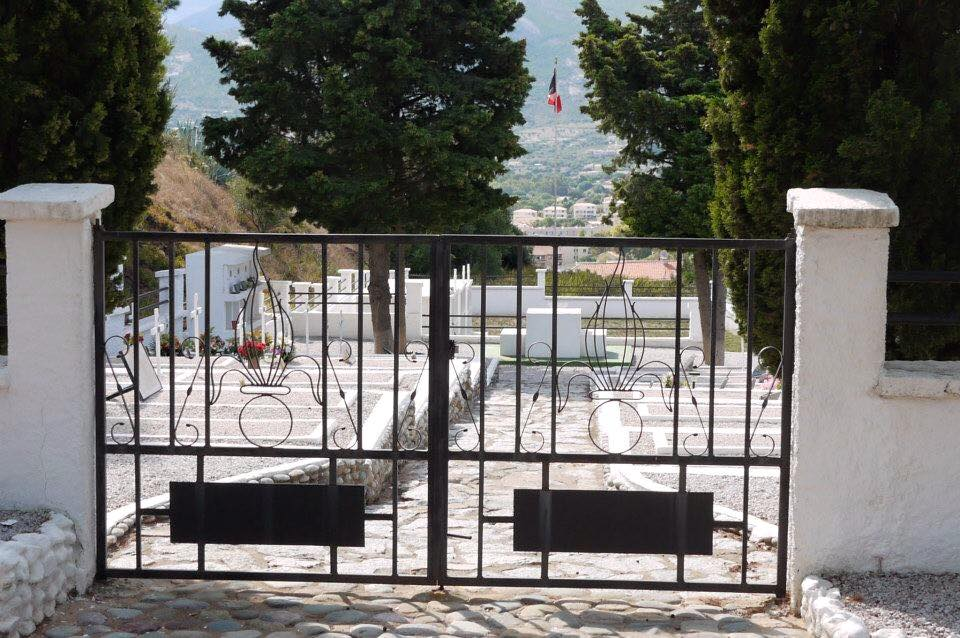
Entrée du carré militaire au cimetière de Calvi
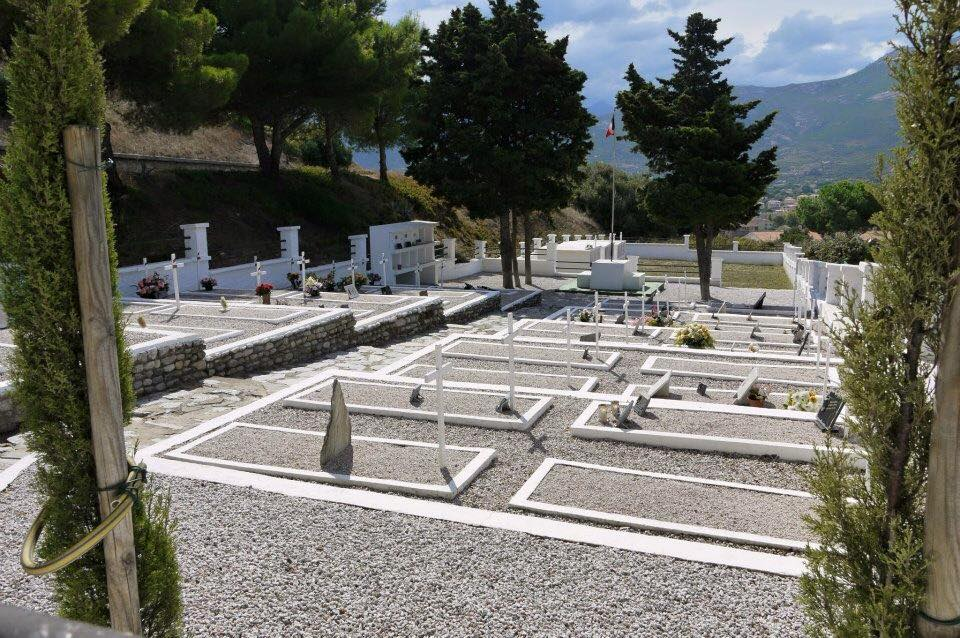
Carré militaire de Calvi
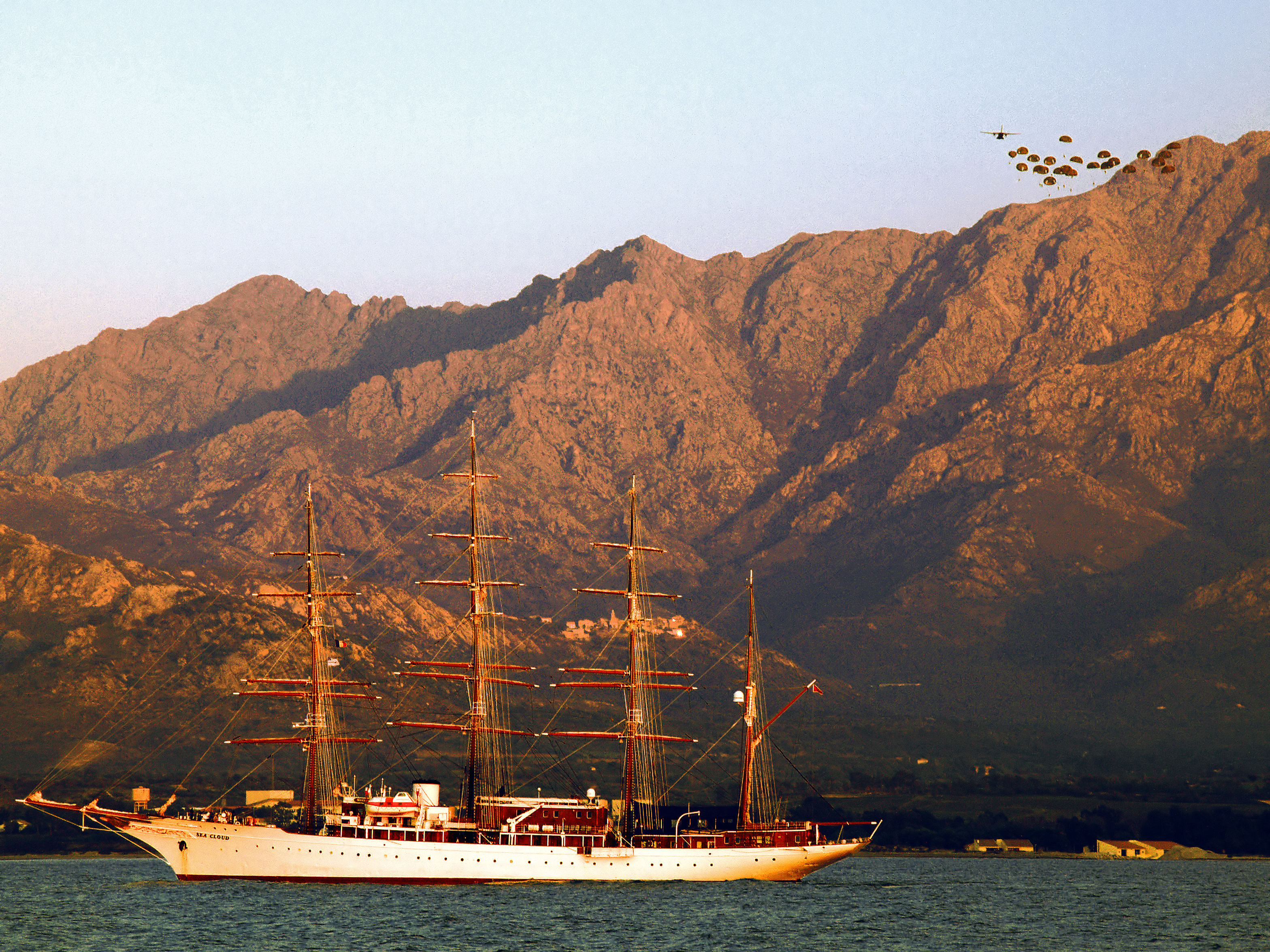
Saut sur Calvi
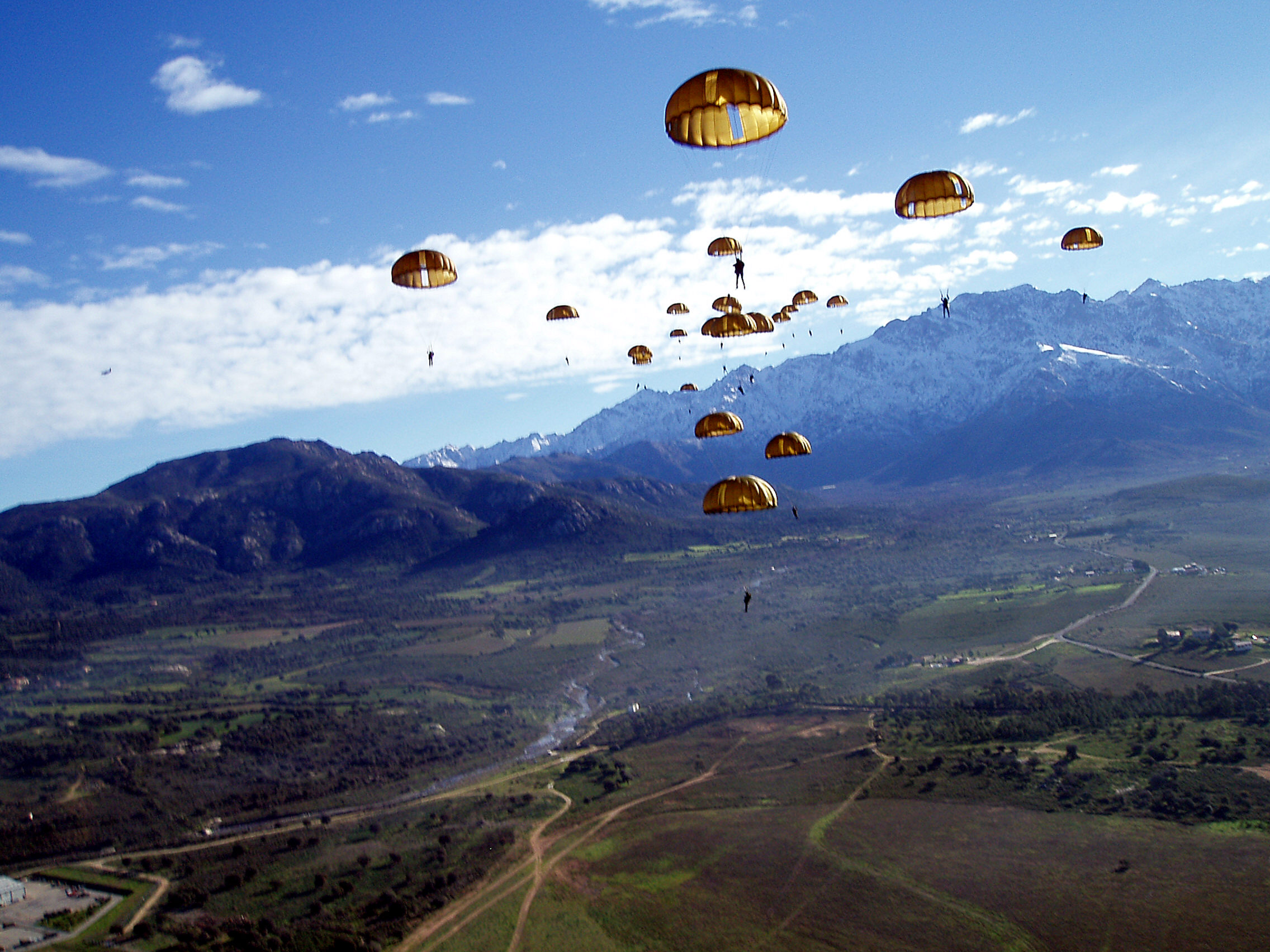
Saut sur Calvi
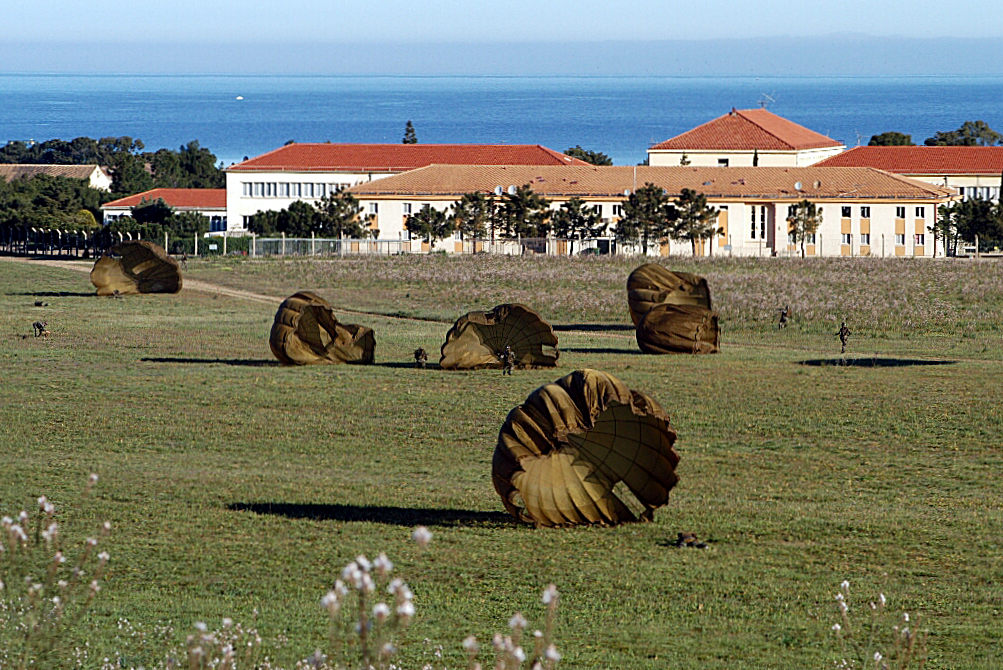
Saut sur la zone de saut de Calvi contigüe au régiment
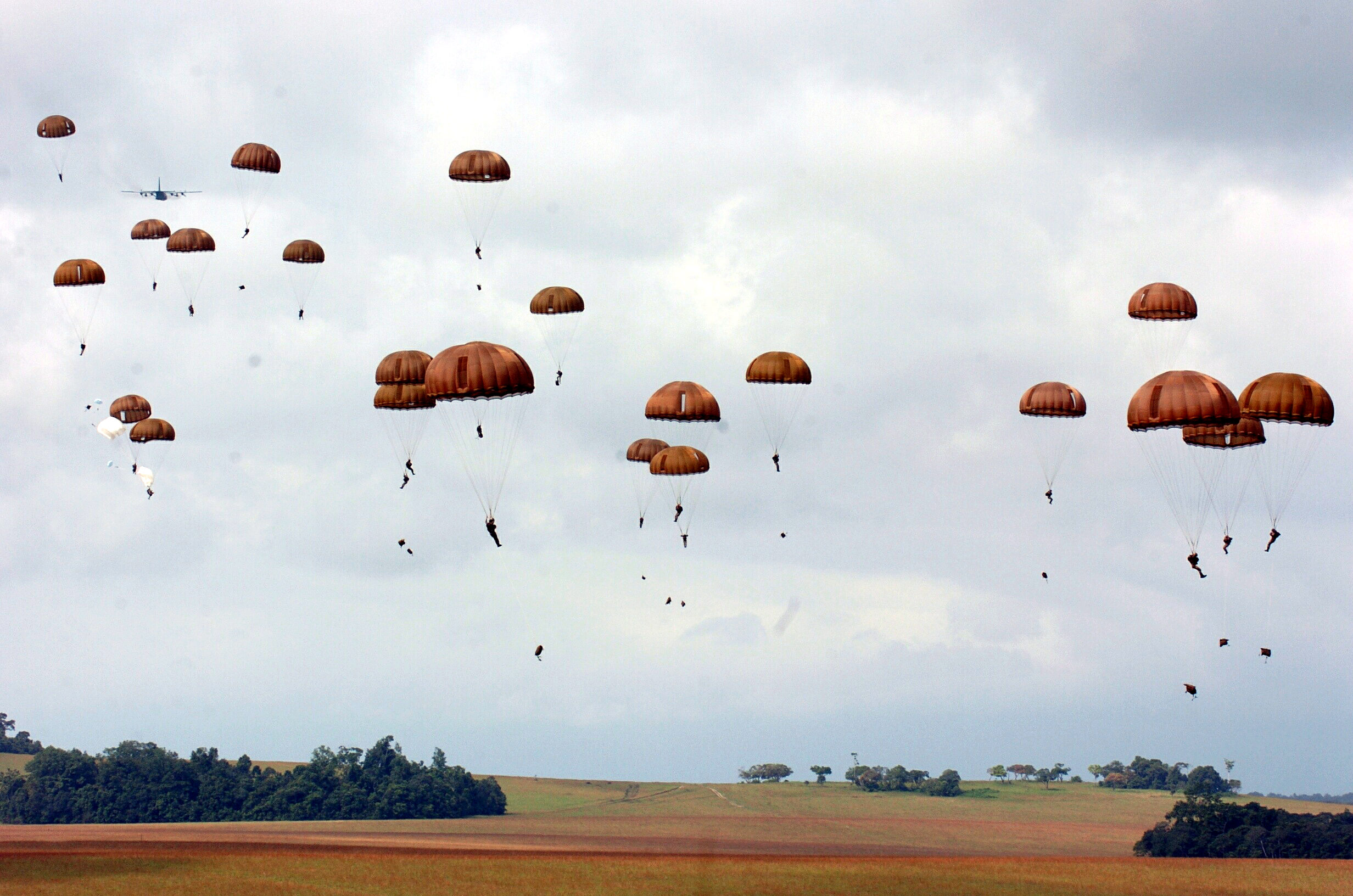
Saut sur la zone de saut d'Ekwata au Gabon lors d'une mission de courte durée
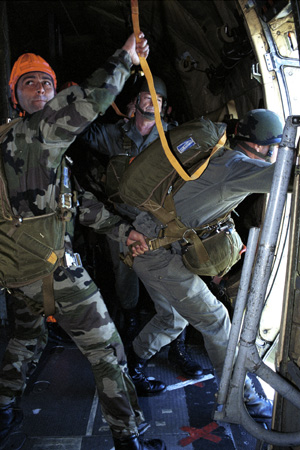
Largage à partir d'un Transall
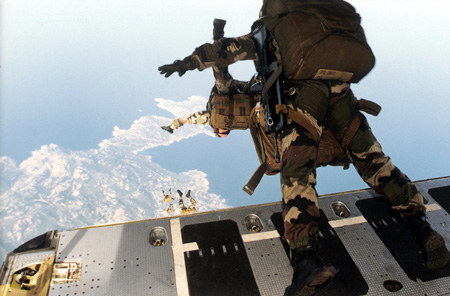
Largage de chuteurs opérationnels
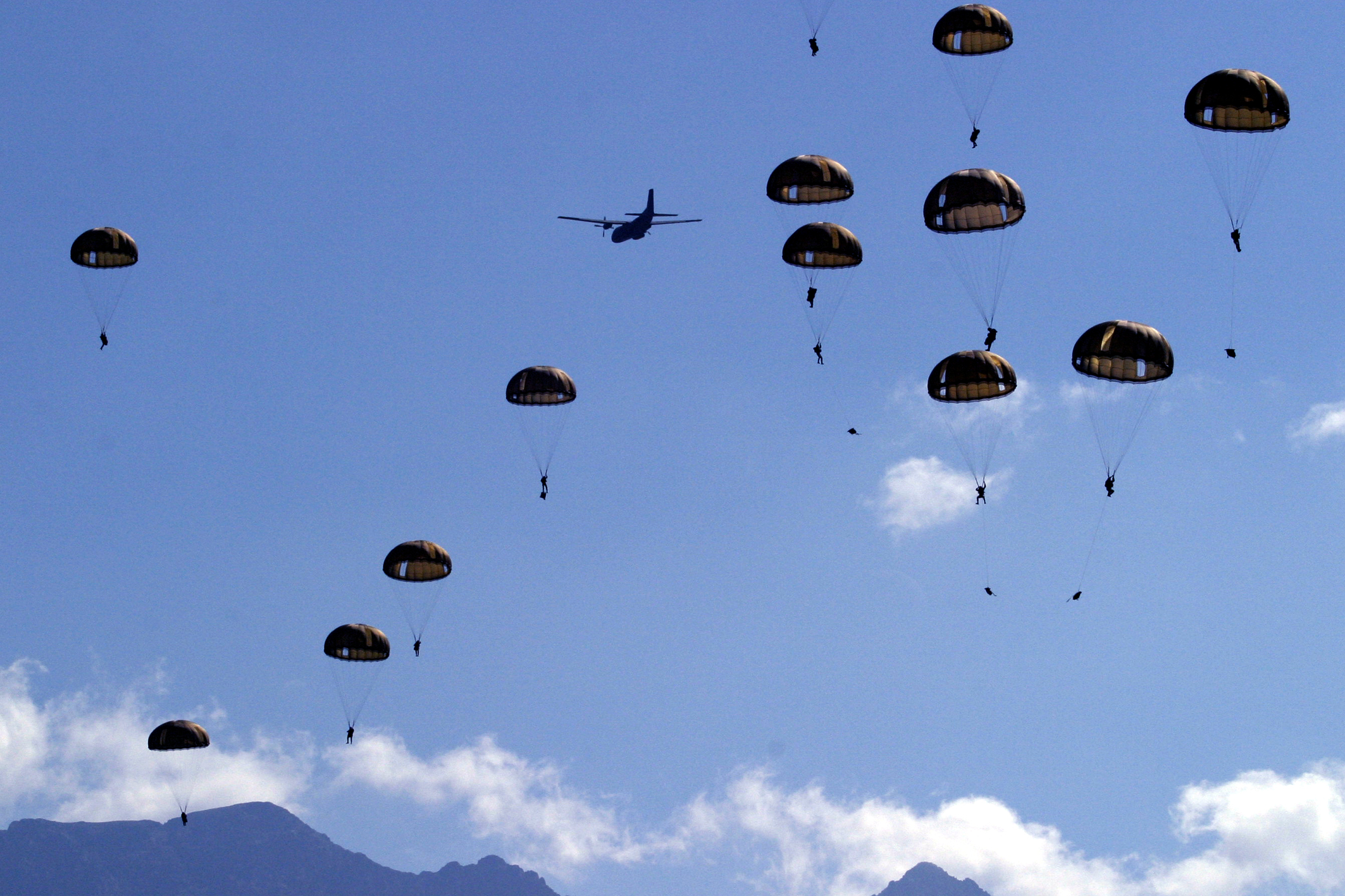
Largage de masse
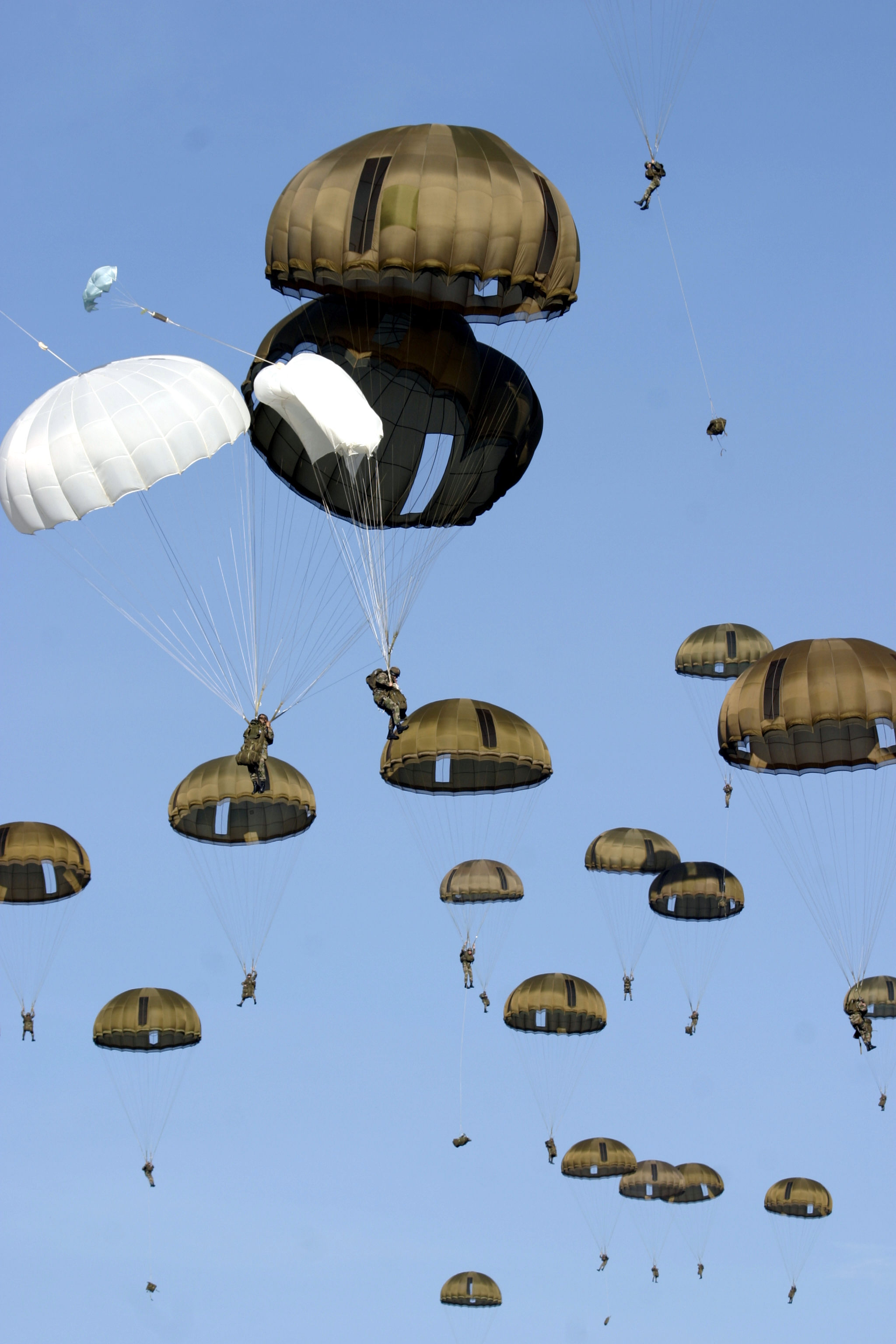
Largage et ouverture des parachutes de secours
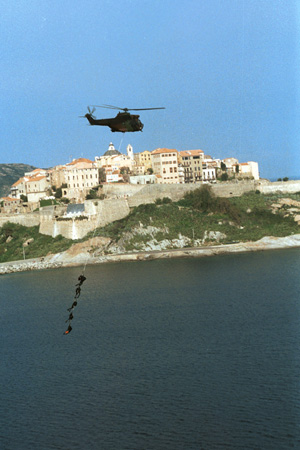
Aérocordage des commandos parachutistes
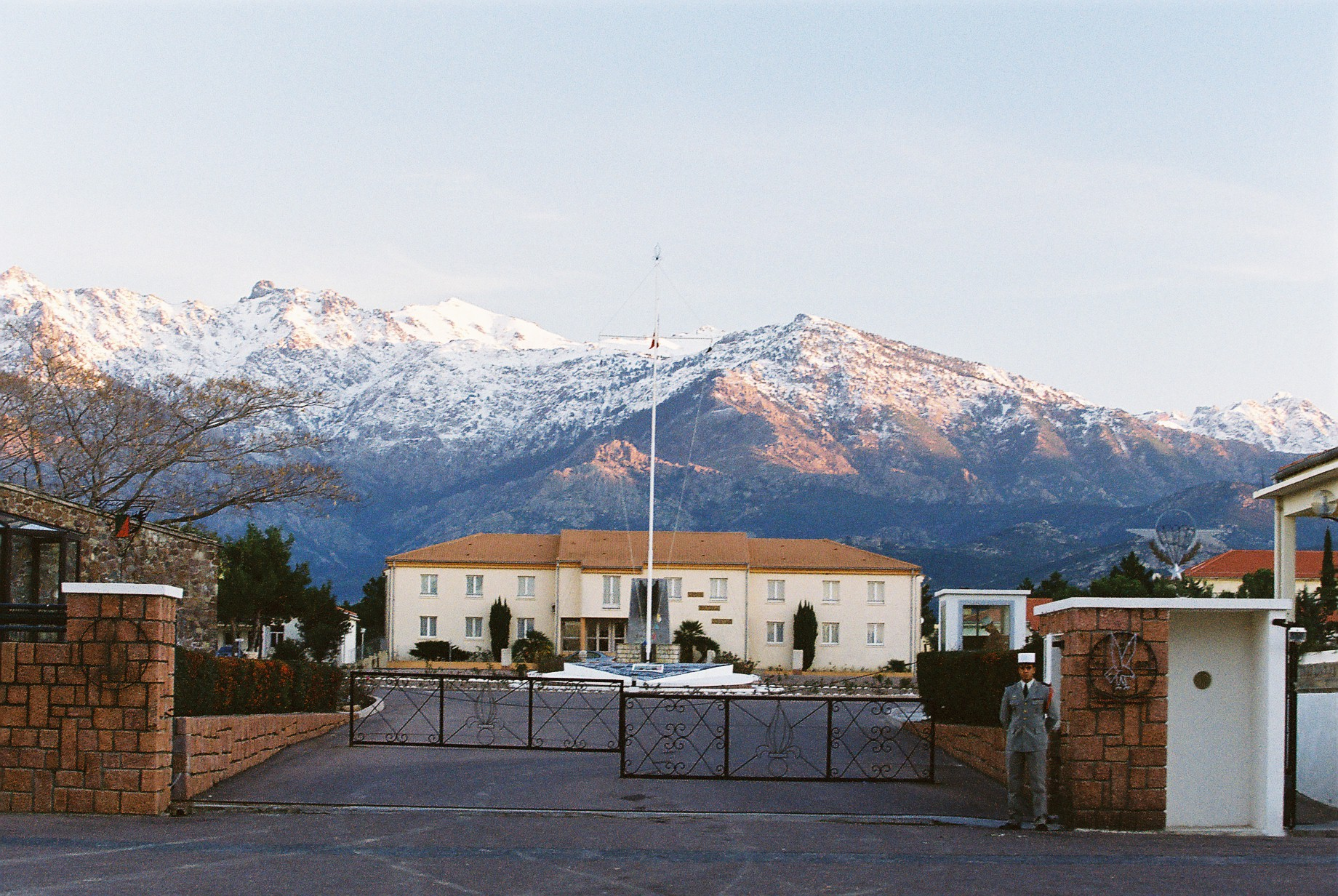
Entrée du camp Raffalli
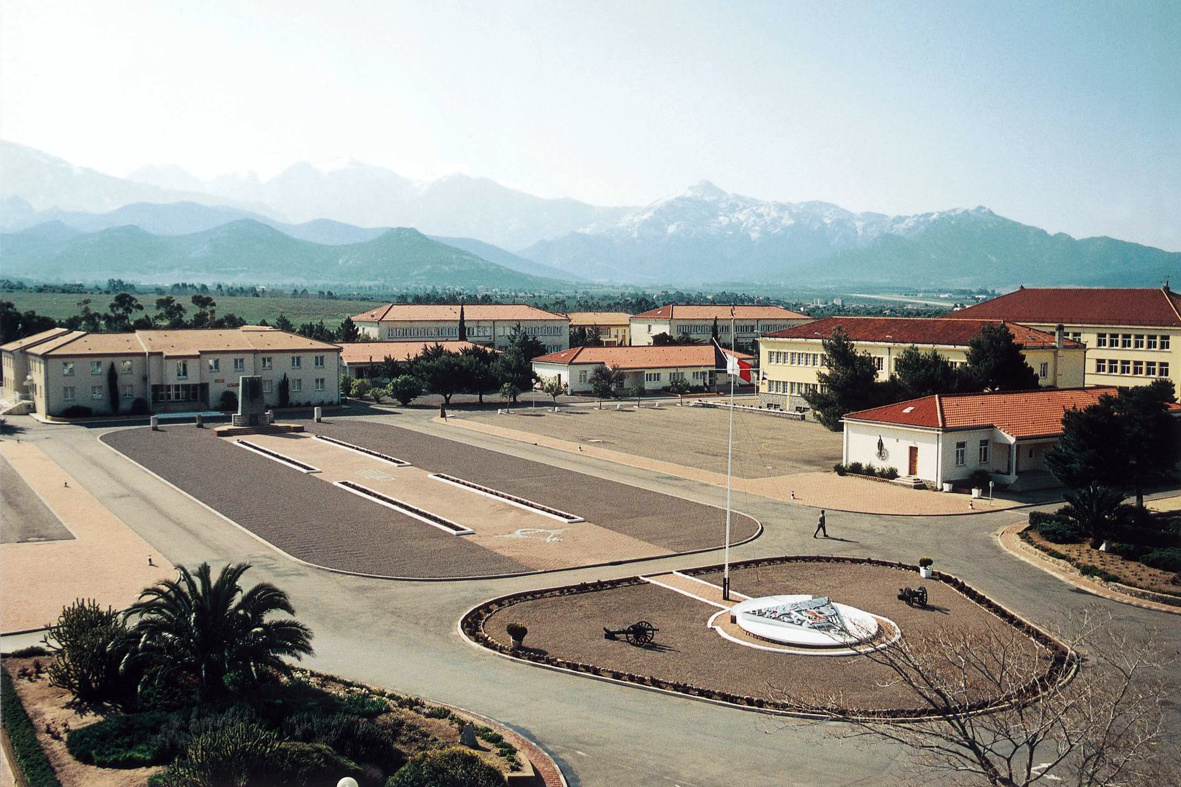
La voie sacrée du camp Raffalli
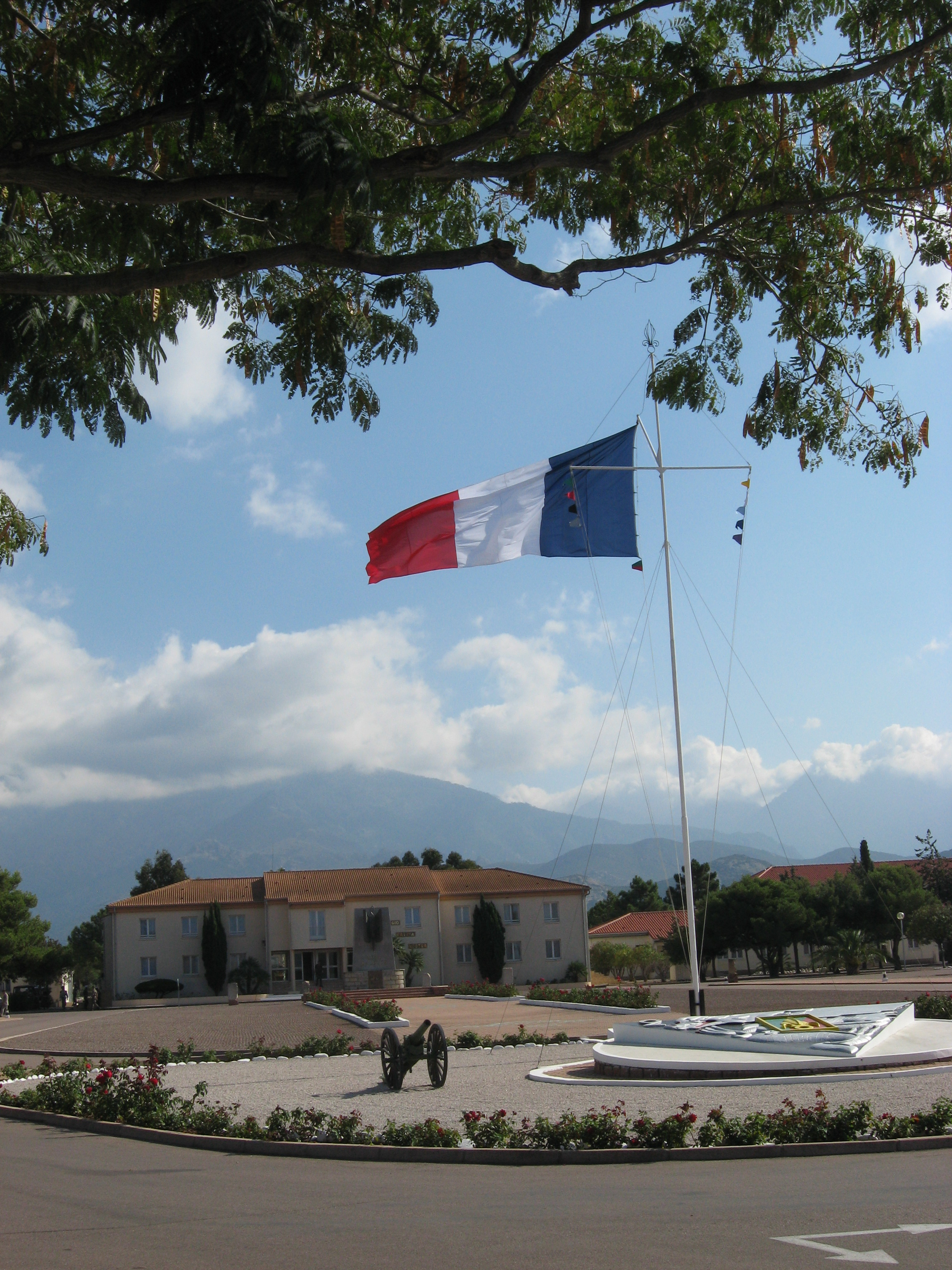
La voie sacrée du camp Raffalli
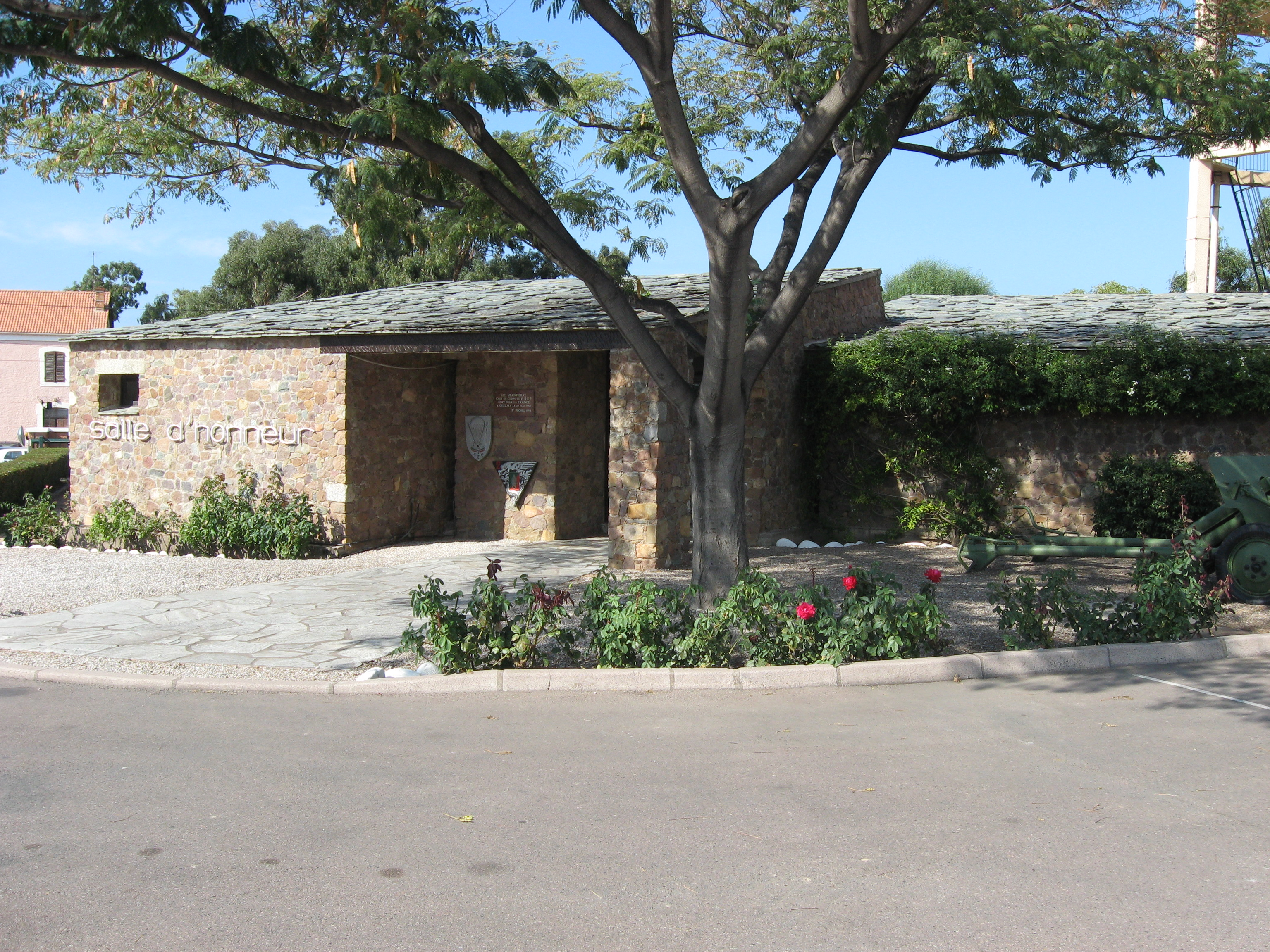
Le musée du régiment